# صالح محمد جمال
صالح بن محمد جمال (1920 - 1991) صحفي وكاتب سعودي تولى رئاسة تحرير صحيفة المدينة المنورة وجريدة حراء.

## مولده ونشأته
ولد عام 1338 هـ الموافق 1920 في مكة المكرمة وتلقى تعليمه في الكتاتيب المكية ثم درس في مدرسة الفائزين بمكة ثم المدرسة التحضيرية لمدة ثلاث سنوات التحق بعدها بالمدرسة الابتدائية ثم درس وتخرج من المعهد العلمي السعودي بمكة.

## حياته العملية
- عمل في بداية حياته العملية كاتباً في بيت المال في المحكمة الشرعية بمكة المكرمة عام 1354 هـ ثم كاتباً في المحكمة الكبرى بمكة المكرمة ثم رئيساً لكتاب المحكمة المستعجلة الثانية، ومنها انتقل للعمل مديراً لمستودعات الأمن العام.
- في عام 1376 هـ عمل في جريدة البلاد السعودية.
- تولى إدارة رئاسة تحرير صحيفة المدينة المنورة عام 1375 هـ.
- أصدر جريدة حراء وتولى رئاسة تحريرها عام 1376 هـ، شراكةً مع أخيه أحمد محمد جمال،[2] وقد كانت تصدر في البداية أسبوعيا ثم يومياً ثم دمجت مع صحيفة الندوة في عام 1378 هـ.
- رئيس تحرير جريدة الندوة (تم دمج حراء في الندوة وصدرت باسم الندوة عام1378هـ) من عام 1378هـ إلى عام 1383هـ.
- رئيس تحرير مجلة التجارة والصناعة الصادرة عن الغرفة التجارية الصناعية بمكة المكرمة.
- عضو مؤسس بصندوق البر بمكة المكرمة.
- عضو مؤسس لجامعة الملك عبد العزيز.
- رئيس المجلس البلدي بمكة المكرمة عام 1379هـ.
- رئيس مجلس إدارة الغرف التجارية بمكة المكرمة عام 1379هـ.
- عضو في المجلس الأعلى لجامعة أم القرى عام 1401هـ، وجددت عضويته لدورة ثانية.
- تولى مشيخة الكتيبة في مكة المكرمة من عام 1379هـ حتى وفاته عام 1411هـ.
- رئيس الهيئة التنسيقية لمؤسسات الطوافة حتى وفاته.[3]
- عضو بمؤسسة حجاج الدول العربية.
- عضو مؤسس بشركة مكة للأنشاء والتعمير.
- عضو في جمعية الإسعاف الخيرية التي تغير اسمها فيما بعد إلى جمعية الهلال الأحمر السعودي.

## مؤلفاته
له العديد من المقالات في الصحف والمجلات المحلية والعربية ومن مؤلفاته الكتب التالية:
- من أجل بلدي (طبعتين).
- ذكريات ورحلات.
- دليل الحاج المصور (11 طبعة).
- مختصر كتاب دليل الحاج والمعتمر (ترجم للغة الأردية).
- أخبار مدينة الرسول صلى الله عليه وسلم للإمام الحافظ محمد بن محمود النجار البغدادي (تحقيق وتعليق).[4]
- المرأة بين نظرتين.
- قل للمؤمنات.
- الصفحة البيضاء.
- مكتبة الثقافة. تاريخ ورسالة.

## تأسيس مكتبة الثقافة
تأسست مكتبة الثقافة بمكة المكرمة عام 1364هـ؛ لتحقيق طموحات شباب مكة الثقافية، و كان صالح محمد جمال أحد مؤسسيها إلى جانب نخبة من رجال الفكر والأعمال بالمملكة العربية السعودية وهم:
- عبد الرزاق محمد صالح بليلة .
- أحمد ملائكة.
- محمد حسين الأصفهاني.
- عبد الحليم الصحاف.

أما فروع مكتبة الثقافة، فكانت في مكة المكرمة والطائف وجدة، وبعد وفاة صالح جمال أصبحت المكتبة –في مكة المكرمة- ملكًا لورثته، واهتمت المكتبة ببيع الكتب وطباعتها ونشرها، ومن أجل الهدف ذاته تم إنشاء مطابع في مكة المكرمة رصيفة لمكتبة الثقافة وسميت( دار الثقافة للطباعة والزنكوغراف)، وتم استيراد الآلات الحديثة الخاصة بأعمال الطباعة، الجدير بالذكر أن نشاط المكتبة في الطباعة لم يكن على وتيرة واحدة؛ إذ كانت أعمال الطباعة تتوقف بين الحين والآخر، ومن أهم مطبوعات مكتبة الثقافة:
- بدأت الطباعة بديوان ( المهرجان) لطاهر زمخشري.
- وكان ثاني الأعمال في الطباعة كتاب/ تاريخ مكة لأحمد السباعي.
- كتاب/ دليل الحاج المصور من تأليف صالح محمد جمال.
- قام صالح محمد جمال يتحقيق كتاب/ الدرة الثمينة في أخبار المدينة لابن النجار.
- طباعة مجموعة مقالات صالح محمد جمال بجريدة الندوة في كتاب بعنوانك ( من أجل بلادي).
- طباعة المقررات المدرسية من تأليف عمر عبد الجبار ومحمد سعيد باعشن.
- طباعة صحيفة حراء اليومية في اليوم الأول من شضهر ذي القعدة من عام 1377هـ.
- طباعة مجلة (التجارة والصناعة) الصادرة عن الغرفة التجارية بمكة المكرمة.
- طباعة كتاب/ أخبار مكة للأزرقي
- طباعة كتاب/ الجامع اللطيف لابن ظهيرة القرشي.
- طباعة كتاب/ الحكم البالغة، وهو مجموعة خطب منبرية.[5]

## التكريم والجوائز
- كرمه اتحاد الصحافة الخليجية لدوره الرائد في مسيرة الصحافة في المملكة العربية السعودية.[6]

## وفاته
توفي في 25 ذي القعدة عام 1411 هـ الموافق 9 يونيو عام 1991 إثر حادث سير في طريق مكة المكرمة جدة عن عمر يناهز 73 عام.

## وصلات خارجية
- جريدة الشرق نسخة محفوظة 4 مارس 2016 على موقع واي باك مشين.
- صحيفة عكاظ